# تپه بره گری
تپه بره گری مربوط به هزاره ۵ قبل از میلاد - هزاره اول قبل از میلاد است و در شهرستان ارومیه، بخش سیلوانه، دهستان مرگور، روستای ژارآباد واقع شده و این اثر در تاریخ ۲۵ آبان ۱۳۸۷ با شمارهٔ ثبت ۲۳۶۰۱ به‌عنوان یکی از آثار ملی ایران به ثبت رسیده است.